# Министарство саобраћаја и веза Републике Српске
Министарство саобраћаја и веза Републике Српске је једно од министарстава Владе Републике Српске које се бави пословима у области саобраћаја и веза Републике Српске. Садашњи Министар саобраћаја и веза Републике Српске је Недељко Чубриловић.

## Задатак Министарства саобраћаја и веза Републике Српске
Главни задатак министарства саобраћаја и веза Републике Српске је да грађанима Републике Српске обезбиједи квалитетну и савремену саобраћајну и телекомуникациону инфрастуктуру и савремена средства за путовања.

## Организација Министарства саобраћаја и веза Републике Српске
- Ресор друмског саобраћаја и путева
- Ресор жељезничког, водног и ваздушног саобраћаја
- Ресор телекомуникација и поштанског саобраћаја

## Досадашњи министри
- Недељко Лајић, (22. априла 1992. — 18. јануара 1998)
- Марко Павић, (18. јануара 1998. — 12. јануара 2001)
- Бранко Докић, (12. јануара 2001. — 17. јануара 2003)
- Драган Шолаја, (17. јануара 2003. — 15. фебруара 2005)
- Драгојла Лајић, (15. фебруара 2005. — 28. фебруара 2006)
- Недељко Чубриловић, (28. фебруара 2006. — 24. новембра 2014)
- Неђо Трнинић, (18. децембра 2014. — 2020)
- Ђорђе Поповић, (Фебруар 2020)